# مجنون!
مجنون! (انگلیسی: Amuck!) با نام اصلی در جستجوی لذت (ایتالیایی: Alla ricerca del piacere) یک فیلم جالوی ایتالیایی به کارگردانی سیلویا آمادیو است که در سال ۱۹۷۲ منتشر شد.

## بازیگران
- فارلی گرنجر
- باربارا بوشه
- روزالبا نری
- اومبرتو راهو
- پاتریتسیا ویوتی